# Metropolia Kotonu
Metropolia Kotonu – jedna z dwóch metropolii rzymskokatolickich w Beninie. Została erygowana 14 września 1955.

## Diecezje
- Archidiecezja Kotonu
  - Diecezja Abomey
  - Diecezja Dassa-Zoumé
  - Diecezja Lokossa
  - Diecezja Porto Novo